# 雷诺博物馆
雷诺博物馆（Musée Renault）由雷诺历史协会管理位于巴黎附近的布洛涅-比扬古，设于塞纳河畔一座19世纪贵族府邸内。在五个主题展厅内，通过展示照片、视频、海报、书籍、模型等多种物品，追溯了自1898年以来雷诺的各种产品和活动领域——汽车、航空、铁路、工业、军事以及社会活动。
博物馆于1988年开业，在运营28年后，于2016年11月10日永久关闭。